# 洛林統治者列表
本列表包含了歐洲古代王国/公國洛塔林吉亚（洛林）的歷任統治者。

## 洛塔林吉亚國王
| 卡洛林家族 |                       |                             |                  |
| 肖像 | 姓名                  | 統治時間                    | 備註             |
| | 洛泰尔一世            | 855年9月23日 - 869年8月8日  | 首位國王         |
| 洛泰尔一世死後无合法子嗣，870年的《墨爾森條約》后，中法蘭克王國被東西法蘭克王國瓜分，洛塔林吉亚王國被西法蘭克王國和東法蘭克王國瓜分，西部歸西法蘭克，東部歸東法蘭克。876年，西法蘭克軍隊入侵洛塔林吉亚東部，但在安德纳赫被東法蘭克軍隊擊敗。879年的《里布蒙條約》后，西法蘭克王國割讓洛塔林吉亚西部給東法蘭克王國 |                       |                             |                  |
| | 路易一世              | 880年2月 - 882年1月20日     | 洛泰尔一世堂兄弟 |
| | 夏爾 （"胖子"）       | 882年1月20日 - 887年11月    | 路易一世次兄     |
| | 阿努尔夫              | 887年11月 - 895年5月        | 查理一世侄子     |
| | 茲溫蒂博爾德          | 895年5月 - 900年8月13日     | 阿努爾夫私生子   |
| | 路易二世              | 900年8月13日 - 911年9月24日 | 阿努爾夫之子     |
| | 夏爾 （"頭腦簡單者"） | 911年11月 - 919年/923年     | 路易二世堂叔     |

925年，捕鳥者亨利率軍佔領整個洛塔林吉亚。

## 洛林公爵
| 肖像 | 姓名                | 家族   | 統治時間                    | 備註                   |
|      | 吉布哈德            | 康拉丁 | 903年 - 910年6月22日        | 路易二世任命的洛林公爵 |
|      | 雷尼埃              | 雷尼爾 | 910年6月22日 - 915年8月25日 |                        |
|      | 吉斯勒贝尔          | 雷尼爾 | 915年8月25日 - 939年10月2日 | 雷尼埃長子             |
|      | 昂利                | 奧托   | 939年10月2日 - 940年        |                        |
|      | 奧東                |        | 940年 - 944年               |                        |
|      | 康拉德              | 薩利安 | 944年 - 953年               | 奥托一世的女婿         |
|      | 布魯諾 （"偉大的"） | 奧托   | 953年 - 965年10月11日       | 科隆大主教兼洛林公爵   |

959年，布魯諾將洛塔林吉亚公國分成兩部：上洛林和下洛林，上下洛林分別設立藩侯和副公爵。布魯諾于965年去世，洛塔林吉亚公國分為上洛林和下洛林，下洛林由副公爵統治，直至977年才正式任命公爵，上洛林自959年就設立公爵。

## 下洛林公爵

### 馬特弗雷丁家族
| 姓名       | 統治時間      | 備註                     |
| 戈德弗魯瓦 | 959年 - 964年 | 以副公爵或藩侯統治下洛林 |
| 里奇       | 964年 - 973年 | 戈德弗魯瓦一世之子       |

### 空位時期
- 973年 - 977年  里奇死後，公國由神聖羅馬皇帝直接管理，直到奧托二世將下洛林公國封給查理。

### 卡洛林家族
| 肖像 | 姓名     | 統治時間       | 備註         |
|      | 夏爾一世 | 977年 - 993年  |              |
|      | 奧東一世 | 993年 - 1012年 | 夏爾一世之子 |

### 阿登-凡爾登家族
| 姓名                    | 統治時間        | 備註                             |
| 戈德弗魯瓦一世          | 1012年 - 1023年 |                                  |
| 格克隆一世 （"偉大的"） | 1023年 - 1044年 | 戈德弗魯瓦二世次子，兼上洛林公爵 |
| 格克隆二世 （"懦夫"）   | 1044年 - 1046年 | 格克隆一世次子                   |

### 盧森堡家族
| 姓名   | 統治時間        | 備註 |
| 腓特烈 | 1046年 - 1065年 |      |

### 阿登-凡爾登家族
| 肖像 | 姓名                      | 統治時間               | 備註               |
|      | 戈德弗魯瓦二世 （"鬍子"） | 1065年 - 1069年        | 戈德弗鲁瓦一世長子 |
|      | 戈德弗魯瓦三世 （"駝背"） | 1069年 - 1076年2月27日 | 戈德弗鲁瓦二世長子 |

### 薩利安家族
| 肖像 | 姓名       | 統治時間        | 備註 |
|      | 宮拉德一世 | 1076年 - 1087年 |      |

### 布洛涅（阿登-布永）家族
| 肖像 | 姓名           | 統治時間        | 備註                                               |
|      | 戈德弗魯瓦四世 | 1087年 - 1100年 | 第一次十字軍東征的領導者之一，耶路撒冷王國的建立者 |

### 阿登家族
| 姓名     | 統治時間        | 備註             |
| 昂利一世 | 1101年 - 1106年 | 費德里克一世外孫 |

### 雷吉納家族
| 肖像 | 姓名           | 統治時間        | 備註 |
|      | 戈德弗魯瓦五世 | 1106年 - 1129年 |      |

### 阿登家族
| 姓名       | 統治時間        | 備註         |
| 瓦倫朗一世 | 1129年 - 1139年 | 昂利一世之子 |

### 雷吉納家族
| 肖像 | 姓名           | 統治時間                      | 備註               |
|      | 戈德弗魯瓦六世 | 1139年 - 1142年6月13日        | 戈德弗魯瓦五世之子 |
|      | 戈德弗魯瓦七世 | 1142年6月13日 - 1190年8月21日 | 戈德弗魯瓦六世之子 |

隨著布拉班特伯國被提升為公國后領地不斷擴大，布拉班特公国逐漸取代下洛林公國。

## （上）洛林公爵

### 阿登-巴爾家族
| 肖像 | 姓名           | 統治時間                                   | 備註                     |
|      | 費德里克一世   | 959年 - 987年5月18日                       | 首位上洛林公爵           |
|      | 蒂埃里一世     | 987年5月18日 - 1026年4月11日/1027年1月12日 | 費德里克一世三子         |
|      | 費德里克世二世 | 1019年 - 1026年                            | 蒂埃里一世長子，與父共治 |
|      | 費德里克世三世 | 1027年 - 1033年                            | 費德里克世二世唯一的兒子 |

### 阿登-凡爾登家族
| 姓名                      | 統治時間        | 備註                         |
| 格克隆一世 （"偉大的"）   | 1033年 - 1044年 | 兼上洛林公爵                 |
| 戈德弗鲁瓦一世 （"鬍子"） | 1044年 - 1047年 | 格克隆一世長子，兼下洛林公爵 |

### 阿登-梅斯家族
| 肖像 | 姓名                        | 統治時間                       | 備註                 |
|      | 阿德爾伯特                  | 1047年 - 1048年11月11日        |                      |
|      | 傑哈一世                    | 1048年 - 1070年3月6日          | 阿德爾伯特之弟       |
|      | 蒂埃里二世 （"英勇的"）     | 1070年3月6日 - 1115年1月23日   | 傑哈一世長子         |
|      | 西蒙一世                    | 1115年1月23日 - 1138年4月13日  | 蒂埃里二世長子       |
|      | 馬蒂厄一世 （"溫文爾雅的"） | 1138年4月13日 - 1176年5月13日  | 西蒙一世長子         |
|      | 西蒙二世                    | 1176年5月13日 - 1205年         | 马蒂厄一世長子       |
|      | 費里一世                    | 1205年 - 1206年4月7日          | 马蒂厄一世次子       |
|      | 費里二世                    | 1206年4月7日 - 1213年10月10日  | 費里一世長子         |
|      | 蒂博一世                    | 1213年10月10日 - 1220年2月17日 | 費里二世長子         |
|      | 馬蒂厄二世                  | 1220年2月17日 - 1251年6月24日  | 費里二世次子         |
|      | 費里三世                    | 1251年6月24日 - 1302年12月31日 | 马蒂厄二世長子       |
|      | 蒂埃博二世                  | 1302年12月31日 - 1312年5月13日 | 費里三世長子         |
|      | 費里四世 （"摔跤手"）       | 1312年5月13日 - 1328年8月23日  | 蒂埃博二世長子       |
|      | 拉烏爾                      | 1328年8月23日 - 1346年8月26日  | 費里四世長子         |
|      | 讓一世                      | 1346年8月26日 - 1390年9月27日  | 拉烏爾一世唯一的兒子 |
|      | 夏爾二世 （"膽大的"）       | 1390年9月27日 - 1431年1月25日  | 让一世長子           |
|      | 伊莎貝拉一世                | 1431年1月25日 - 1453年2月28日  | 夏爾二世長女         |

### 卡佩-安茹家族
| 肖像 | 姓名       | 統治時間                       | 備註                     |
|      | 勒內一世   | 1431年1月25日 - 1453年2月28日  | 伊莎貝拉一世之夫，共治者 |
|      | 讓二世     | 1453年2月28日 - 1470年12月16日 | 伊莎貝拉與勒內長子       |
|      | 尼古拉一世 | 1470年12月16日 - 1473年7月24日 | 让二世幼子               |

### 洛林家族
| 肖像 | 姓名                  | 統治時間                       | 備註 |
|      | 勒內二世              | 1473年7月24日 - 1508年12月10日 | 伊莎貝拉一世和勒內一世外孫，於1477年與勃艮地公爵勇士查理發生了南錫戰役                                                                   |
|      | 安托萬 （"好人"）     | 1508年12月10日 - 1544年6月14日 | 勒內二世第三子 |
|      | 弗朗索瓦一世          | 1544年6月14日 - 1545年6月12日  | 安托万長子 |
|      | 夏爾三世 （"偉大的"） | 1545年6月12日 - 1608年5月14日  | 弗朗索瓦一世唯一的兒子 |
|      | 昂利二世              | 1608年5月14日 - 1624年7月31日  | 夏爾三世長子 |
|      | 妮可                  | 1624年7月31日 - 1625年11月25日 | 昂利二世次女，昂利曾考慮將公國由妮可繼承，昂利死後，叔叔弗朗索瓦以勒內二世遺囑中不能繼承權不能繞過男性繼承人為由反對，弗朗索瓦當選為公爵 |
|      | 弗朗索瓦二世          | 1625年11月25日 - 1625年12月1日 | 夏爾三世幼子，后遜位于次子夏爾 |
|      | 查理四世              | 1625年12月1日 - 1634年1月19日  | 弗朗索瓦二世次子，妮可之夫，1634年1月19日遜位于弟弟尼古拉                                                                                |
|      | 尼古拉二世            | 1634年1月19日 - 1634年4月11日  | 弗朗索瓦二世幼子，同年退位 |
|      | 查理四世              | 1634年4月11日 - 1675年9月18日  | 復位后，洛林公國在1634年4月1日至1641年4月2日、1641年7月至1661年2月28日兩度被法軍佔領，1670年法軍三度佔領洛林公國                         |
|      | 查理五世              | 1675年9月18日 - 1690年4月18日  | 尼古拉二世次子，公國被法軍佔領 |
|      | 利奧波德              | 1690年4月18日 - 1729年3月20日  | 夏爾五世長子，法軍對洛林公國的佔領直至1697年10月30日，洛林公國在1702年至1714年再次被法軍佔領                                             |
|      | 法蘭索瓦三世          | 1729年3月20日 - 1737年7月9日   | 利奧波德第四子，之后依《1738年维也纳和約》的初期和平协议中，領地转让成為 托斯卡纳大公                                                    |

### 莱什琴斯基家族
| 肖像 | 姓名             | 統治時間                     | 備註                                                 |
|      | 斯坦尼斯拉斯一世 | 1737年7月9日 - 1766年2月23日 | 前波蘭國王兼立陶宛大公，去世后洛林公國併入法蘭西王國 |